# قيز قلعة سي (أنجيرلو)
قیز قلعة سي (بالفارسية: قیزقلعه‌سی) هي قرية تقع في إيران في أردبيل. يقدر عدد سكانها بـ 761 نسمة بحسب إحصاء 2016.